# 爪哇凤果
爪哇凤果（学名：Garcinia dulcis）为金丝桃科福木属下的一个种。

## 外部連結
- 優┷噸酮 Euxanthone （页面存档备份，存于） 中草藥化學圖像數據庫 (香港浸會大學中醫藥學院) （中文）（英文）
- Alloathyriol （页面存档备份，存于） 中草藥化學圖像數據庫 (香港浸會大學中醫藥學院) （中文）（英文）